# Yoann Miangué
Yoann Alexandre Miangué (né le 22 juin 1998) est un sportif français de taekwondo (champion olympique de la jeunesse 2014 et champion de France 2017,) et de football américain.

## Taekwondo
En 2013, Miangué intègre à l'âge de 15 ans, l'INSEP à Paris. Il devient champion olympique de la jeunesse en 2014 puis champion de France en 2017. Il remporte aux jeux méditerranéens de 2018 la médaille de bronze en plus de 80 kg. La même année, il est éliminé en quart de finale des championnats d'Europe.

## Football américain
En 2019, Miangué arrête le taekwondo pour se consacrer au football américain. La même année, il est sélectionné en équipe de France. 
Le 30 décembre 2020, il est invité au NFL International Player Pathway (en), un programme de développement créé par la NFL pour accueillir des joueurs non américains ou non canadiens et leur permettre éventuellement de signer ensuite un contrat avec l'une de ses franchises. Il n'est finalement pas retenu et rejoint en 2021 les Monarchs de Dresde avec qui il remporte le titre de champion 2021 de la German Football League.
Au printemps 2023, il intègre le club de football américain du Rouge et Or de l'Université Laval de la ville de Québec au Canada. Il y remporte une Coupe Vanier en 2024, trophée remis à l'équipe championne du football universitaire canadien.